# Jane Birkin
Jane Mallory Birkin (London 14. prosinca 1946. – Pariz, 16. srpnja 2023.) bila je engleska glumica, manekenka, pjevačica i redateljica koja je živjela u Francuskoj.

## Životopis
Jane Birkin je rođena u Londonu kao kćerka Davida Birkina (kapetana Britanske kraljevske ratne mornarice) i Judy Campbell (glumice). Sestra je Andrewa Birkina. Prvi uspjeh doživljava u filmu
Michelangela Antonionija Blow Up (Povećanje). Široj javnost postala je poznata nakon pjesme Je t'aime... moi non plus koju je otpjevala u duetu s Sergeom Gainsbourgom 1969. godine. Nakon toga kombinira i glumu i glazbu. Na listi glazbenika s kojima je Jane Birkin recentno surađivala su: Djamel Benyelles, Manu Chao, Brian Molko, Bryan Ferry, Beth Gibbons...
Iz veze s Gainsbourgom ima kćer Charlotte Gainsbourg, koja je glumica i pjevačica.

## Diskografija
Studijski albumi
- 1969. – Jane Birkin/Serge Gainsbourg /sa Sergeom Gainsbourgom/
- 1971. – Serge Gainsbourg – Histoire de Melody Nelson
- 1973. – Di doo dah
- 1975. – Lolita go home
- 1978. – Ex fan des sixties
- 1983. – Baby alone in Babylone
- 1987. – Lost song
- 1990. – Amours des feintes
- 1996. – Versions Jane
- 1998. –  Best Of
- 1999. – À La Légère
- 2004. – Rendez-Vous
- 2006. – Fictions
- 2008. – Enfants d'Hiver
- 2017. – Birkin/Gainsbourg: Symphonique
- 2020. – Oh ! Pardon Tu Dormais...

Albumi uživo
- 1987. – Jane Birkin au Bataclan
- 1992. – Integral au Casino de Paris
- 1996. – Integral a l'Olympia
- 2002. – Arabesque
- 2009. – Au palace (live)
- 2012. – Jane Birkin sings Serge Gainsbourg via Japan

## Vanjske poveznice
- Službena stranica  Arhivirana inačica izvorne stranice od 27. rujna 2012. (Wayback Machine) (fr.)
- Biografija na Yahoo Movies
- Jane Birkin u internetskoj bazi filmova IMDb-u (engl.)
- Jane Birkin na Allmusic
- Jane Birkin na stranici A Tribute to Gainsbourg (fr.)
- Biography: Jane Birkin na RFI Musique
- Q & A: Jane Birkin  Arhivirana inačica izvorne stranice od 21. ožujka 2008. (Wayback Machine), The Scene, intervju za BBC
- Fashion Flashback: Jane Birkin — galerija slika